# Gargallo (kommun i Spanien, Aragonien, Provincia de Teruel, lat 40,83, long -0,59)
Gargallo är en kommun i Spanien.   Den ligger i provinsen Provincia de Teruel och regionen Aragonien, i den östra delen av landet, 270 km öster om huvudstaden Madrid. Antalet invånare är 122. Arean är 30,0 kvadratkilometer.
Terrängen i Gargallo är kuperad västerut, men österut är den platt.